# 普雷紹夫區
49°0′6″N 21°14′24″E / 49.00167°N 21.24000°E

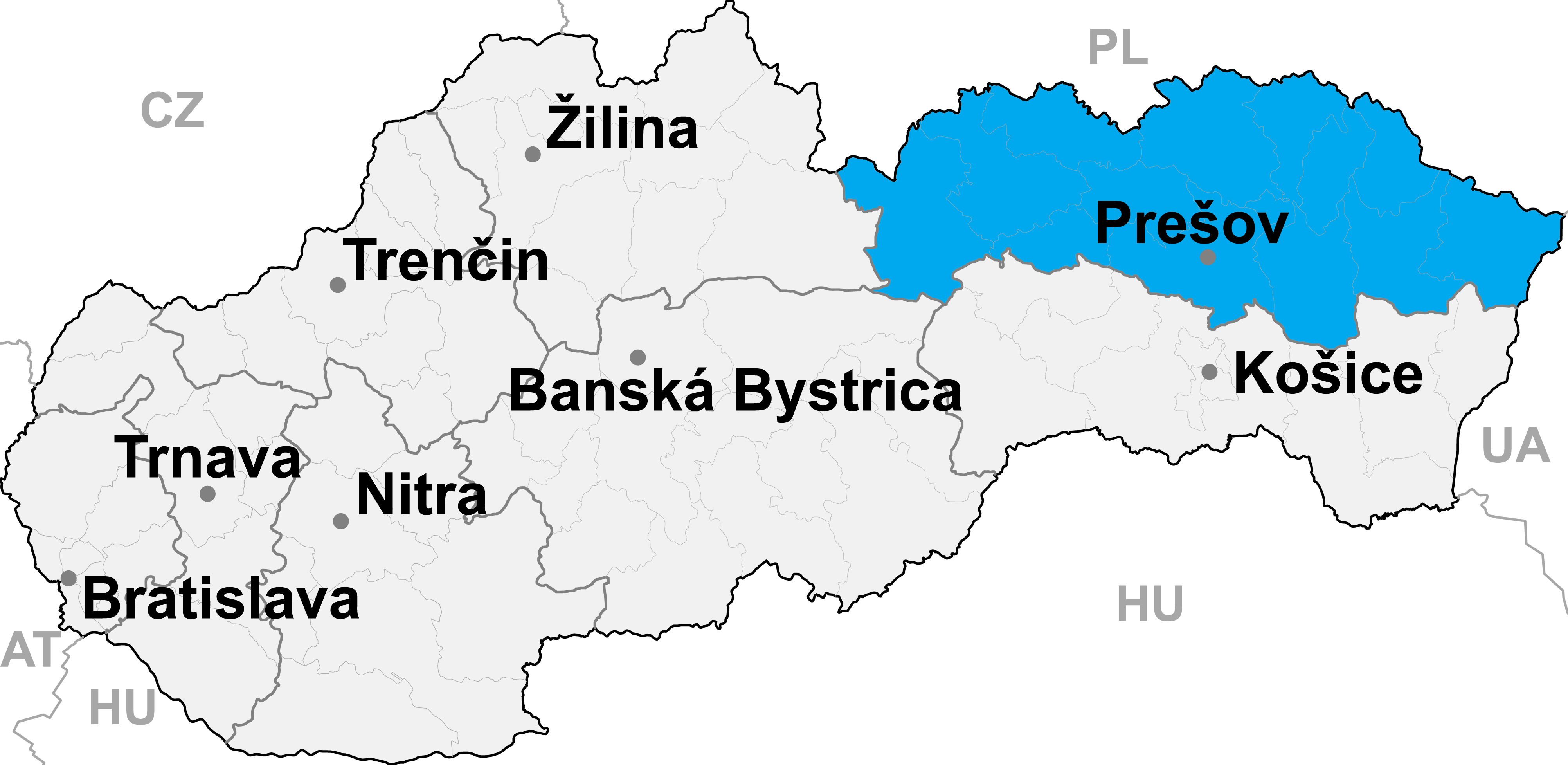

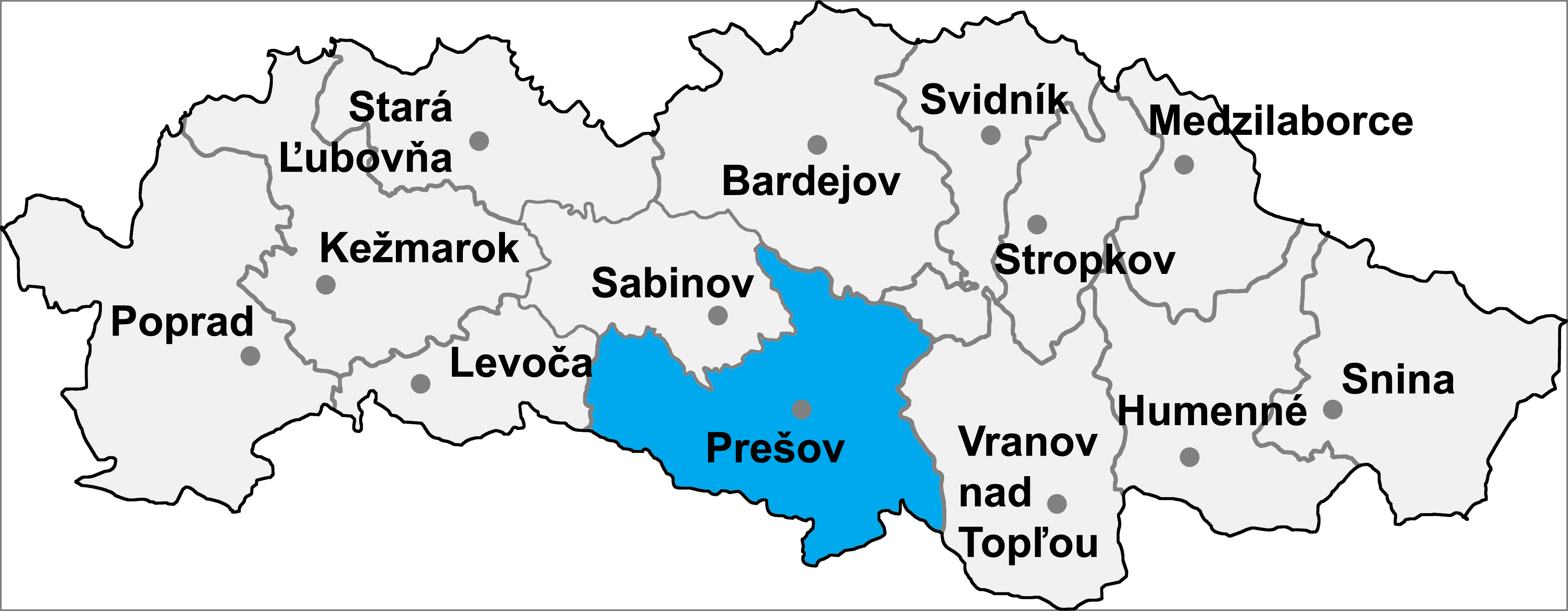

普雷紹夫區，是斯洛伐克的一個區，位於該國東部，由普雷紹夫州負責管轄，面積934平方公里，2015年該區人口172,536，人口密度每平方公里180人。